# Dieng
Dieng je aktivní vulkanický komplex v centrální části indonéského ostrova Jáva. Skládá z více stratovulkánů, struskových kuželů, kráterů a termálních polí pleistocén-holocenního stáří a rozprostírá se na ploše 6 × 14 km. Komplex je poměrně aktivní, v 20. století bylo zaznamenáno přes deset, převážně menších erupcí. K poslední došlo v dubnu roku 2021. Nebezpečným faktorem je také uvolňování toxických sopečných plynů z více kráterů komplexu, tento proces si vyžádal několik obětí na životech. Zvýšený tepelný tok v oblasti Dieng je poslední době předmětem intenzivního geotermálního průzkumu.

## Seznam vulkanických forem komplexu Dieng
- Stratovulkán
  - Alang - 2 300 m
  - Kemulan - 1 900 m
  - Ngesong - 2 210 m
  - Prahu - 2 565 m
- Struskové kužely
  - Binem - 2 134 m
  - Bisma - 2 365 m
  - Butak - 2 222 m
  - Butak Petarangan - 2 135 m
  - Gunung Bucu
  - Jima - 2 100 m
  - Merdada - 2 100 m
  - Pagerkandang - 2 075 m
  - Pakuwaja - 2 398 m
  - Pagnonan - 2 308 m
  - Prambanan - 2 300 m
  - Sigluduk
  - Sikunang
  - Siler - 2 241 m
  - Sini
  - Sroje - 2 300 m
  - Timbang
- Lávové dómy
  - Kenda
  - Kunir
  - Prambanan
  - Watusumbul
- Krátery
  - Dring - 2 063 m
  - Kawah Bitingan
  - Menjer - 1 400 m
  - Sumur
  - Telogopasir